# Vườn quốc gia Siberut
Vườn quốc gia Siberut là một vườn quốc gia có diện tích 1.905 km² (47%) của đảo Siberut trong quần đảo Mentawai thuộc Tây Sumatra, Indonesia. Toàn bộ hòn đảo bao gồm cả vườn quốc gia là một phần của Khu dự trữ sinh quyển thế giới được UNESCO công nhận.
Vườn quốc gia này có các loài động thực vật đặc hữu cũng như cư dân bản địa, người Mentawai vẫn còn sinh sống bằng truyền thống hái lượm. Người ta cho rằng quần đảo Mentawai đã cô lập với đại lục Sumatra hơn 500.000 năm nên đã tạo ra một hệ sinh thái độc đáo.

## Động thực vật
Kiểu hệ sinh thái chiếm ưu thế là rừng nhiệt đới họ Dầu nhưng vườn quốc gia này còn bao gồm 4 hệ sinh thái khác là rừng nguyên sinh hỗn hợp, rừng đầm lầy, rừng ven biển và rừng ngập mặn. Tại đây có tổng cộng 864 loài thực vật đã được ghi nhận.
Vườn bảo vệ bốn loài linh trưởng đặc hữu có nguy cơ tuyệt chủng gồm vượn Kloss, khỉ đuôi dài Siberut, voọc Mentawai và voọc đuôi lợn cực kỳ nguy cấp. Trong số 31 loài động vật có vú có mặt tại đây, có 4 loài sóc đặc hữu. Vườn quốc gia này cũng bảo vệ 134 loài chim trong đó có 19 loài đặc hữu, bao gồm cả cú mèo Mentawai.